# Quiasme
El quiasme és un recurs literari que consisteix a construir una simetria sintàctica o semàntica mitjançant l'encreuament de dos parells de mots o d'oracions. També s'anomena quiasme el recurs publicitari mitjançant el qual es mostra en una imatge, una permutació de papers, un canvi de rols en una situació o entre dos personatges amb característiques socialment ben definides.

## Exemples literaris
- Amor de mort./ Ah mort sense conhort! (Vicent Andrés Estellés)

- Busco en la petitesa infinitud/ com en la infinitud la petitesa (Joan Brossa)

- Quin pedestal per l'estàtua!

Pel gegant, quin mirador!
(Jacint Verdaguer)
- Ara ha vingut la primavera,

i l'hivern, plorós, ha fugit.
(Tomàs Garcés)